# トゥルンマー級コルベット
トゥルンマー級コルベット（英語: Turunmaa-class corvette）は、フィンランド海軍のコルベットの艦級。
フィンランドのヘルシンキにあるバルチラ社で2隻が建造され、両艦とも1969年に就役した。第二次世界大戦後にフィンランド国内で建造されたものとしては、建造当時最大の水上戦闘艦であった。

## 設計
ミサイル艇隊の嚮導艦として設計された。艦型は平甲板型で、煙突のない低いシルエットが外観上の特徴である。
機関はCODOG方式を採用し、ロールスロイス・オリンパス製のガスタービンエンジン1基と、MTUフリードリヒスハーフェン製のディーゼルエンジン3基を搭載、3軸で推進する。最大速力は35ノットで、ディーゼルエンジンのみでも17ノットで巡航することが可能であった。
エンジン排気の処理には舷側排気方式を採用しており、後甲板の両舷に排気口が設けられている。左右から排出された煙は艦尾の後方約15mのところで合流し、赤外線デコイとして機能するようになっていた。

## 装備
砲熕兵器としては、主砲にボフォース社製のTAK120 46口径120mm砲塔を装備する。これは1960年代に小艦艇向けの対空自動砲として開発されたもので、射程18.5km、発射速度は毎分80発、砲身は水冷式である。そのほか、ボフォース40mm単装機関砲2基と、SAKO社製の23mm連装機関砲2基を装備している。
対潜兵器としては、RBU-1200 対潜ロケット弾発射機2基と爆雷投下機2基がある。RBU-1200は、対潜攻撃にも使用できる対魚雷用自衛武器として旧ソ連で開発された250mm口径の5連装ロケット弾発射機で、各国で採用されているものだが、本級では特徴的な装備方法を採っており、通常時は上部構造物内に格納されている。

## 運用史
もともとミサイル艇隊の嚮導艦として設計されたが、ミサイル艇（オーサ型）の取得が予算の都合で遅れ、本級は先行して就役した。
両艦とも、1984年から1986年にかけてバルチラ社のトゥルク造船所で近代化改修を受けている。この改修では、新型レーダー、電子戦装置、ソナーなどが搭載されている。
冷戦終結後の1996年には、フィンランドが初参加したNATOとの演習において優秀な成績を収めたとされる。
2000年と2001年に退役した。

## 同型艦
| 番号 | 艦名                  | 建造所   | 就役   | 現況                           |
| ---- | --------------------- | -------- | ------ | ------------------------------ |
| 03   | トゥルンマー Turunmaa | バルチラ | 1969年 | 退役済み。                     |
| 04   | カルヤラ Karjala      | バルチラ | 1969年 | 退役済み。博物館船として現存。 |

## 画像

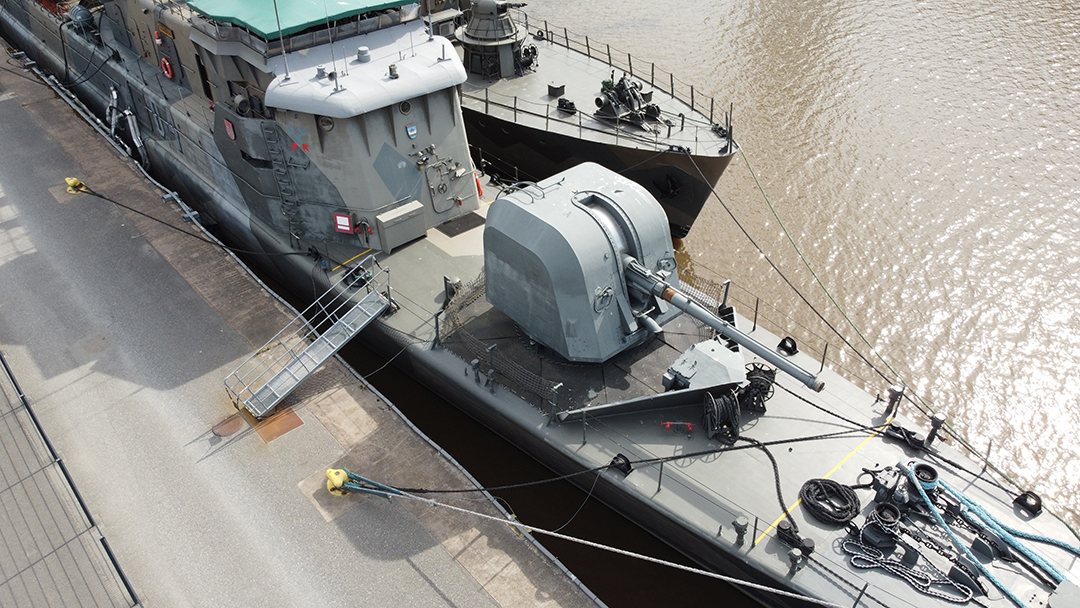
120mm砲塔（艦首配置）
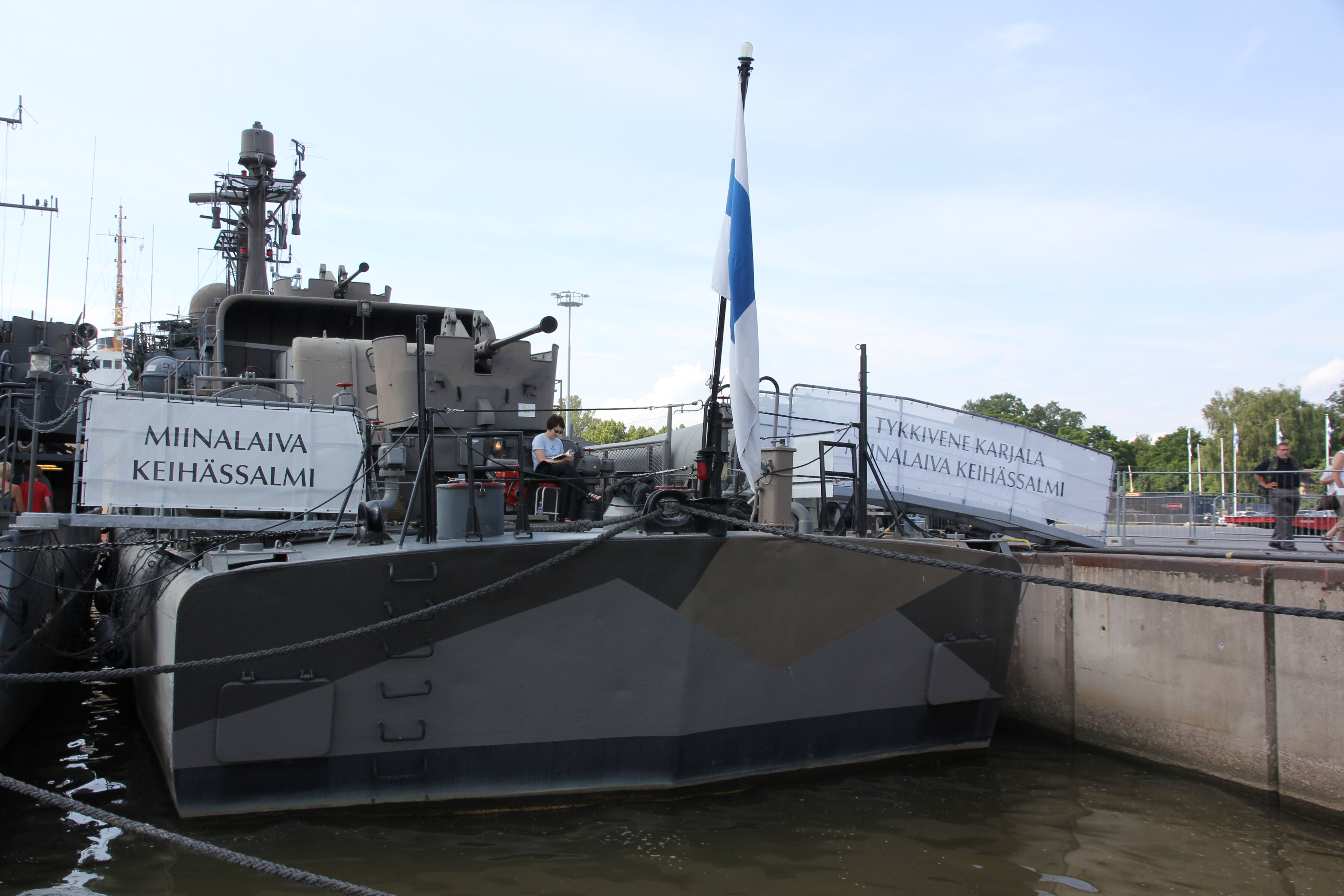
40mm機関砲（艦尾・背負い式配置）
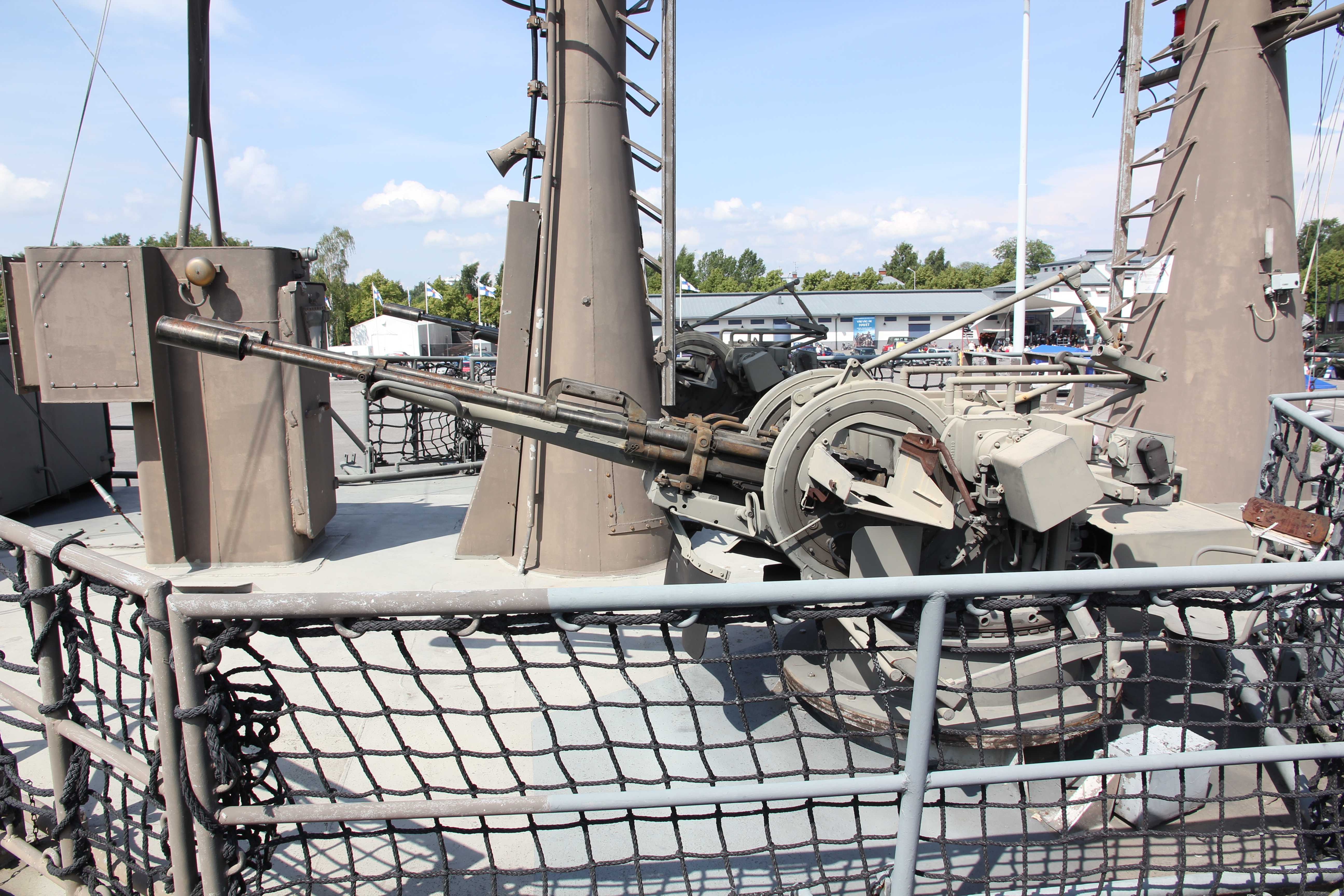
23mm連装機関砲（上部構造物上・左右配置）
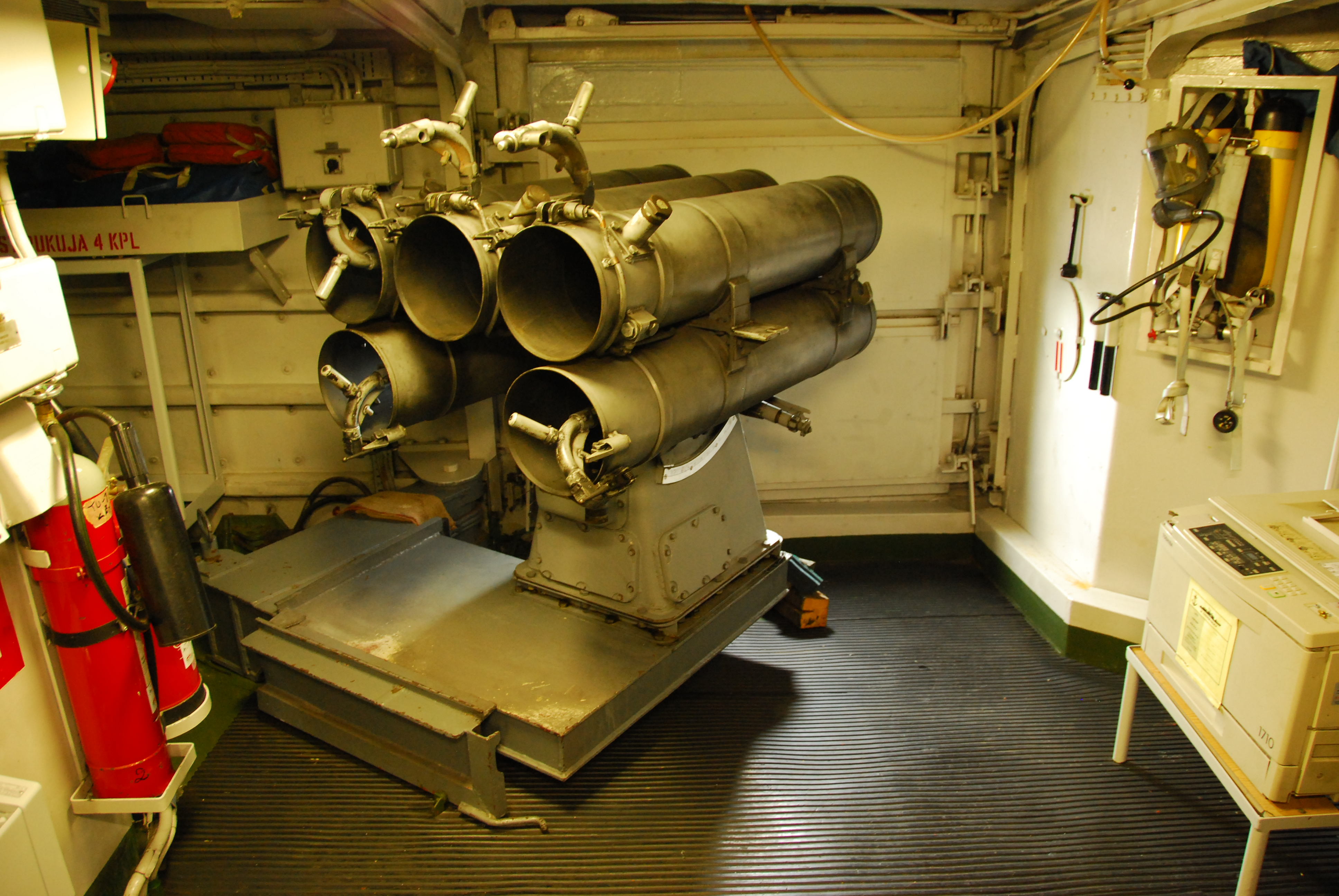
RBU-1200対潜ロケット発射機（艦内格納状態）
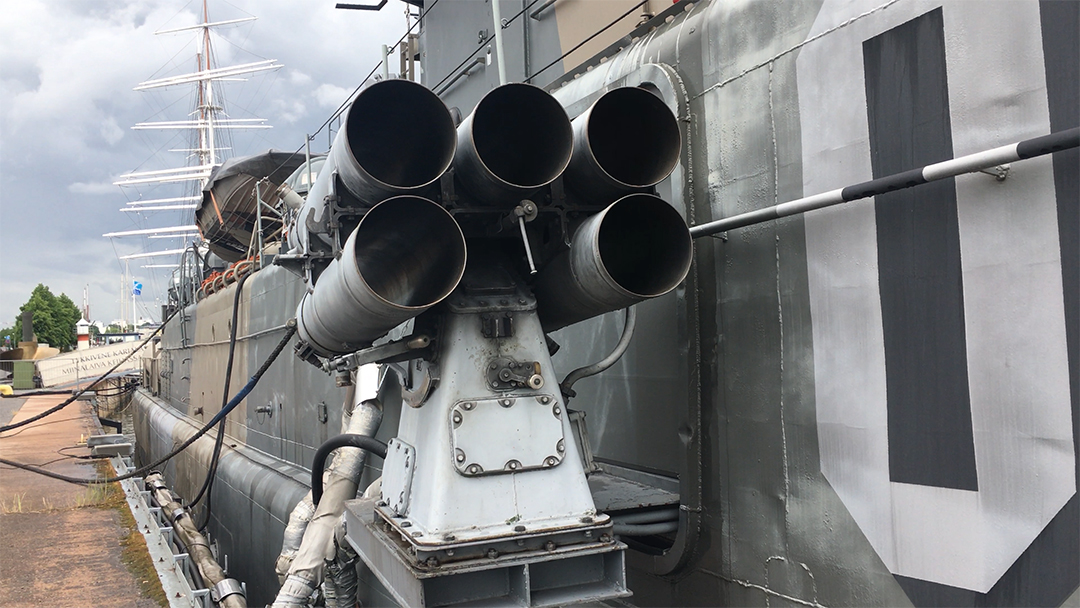
RBU-1200対潜ロケット発射機（展開状態）